# Steyr Austria
Der Steyr Austria (21/100 PS) ist ein Pkw der Oberklasse der Steyr-Werke. Das Fahrzeug war als Repräsentationslimousine gedacht, es wurden lediglich drei Prototypen hergestellt.

## Beschreibung
Die Steyr-Werke präsentierten das Fahrzeug als Spitzenmodell im Oktober 1929 auf dem Pariser Autosalon. Der von Ferdinand Porsche entworfene Wagen, der Anfang 1929 die Stelle des Chefkonstrukteurs in Steyr angetreten hatte, sollte 1930 auf den Markt kommen.
Da die Steyr-Werke zu dieser Zeit eine Kooperation mit der Austro-Daimler-Puchwerke A.G. eingingen, die 1934 zur Fusion beider Unternehmen führte (Steyr-Daimler-Puch AG), wollte die Hausbank Österreichische Credit-Anstalt, zugleich auch der Hauptaktionär von Austro-Daimler, kein Konkurrenzmodell zum Austro-Daimler ADR 8 und verlangte die Einstellung des Projektes. Ferdinand Porsche, der es nun mit denselben Bankmanagern zu tun hatte, die für seinen Weggang bei Austro-Daimler verantwortlich waren, verzichtete daraufhin auf eine weitere Tätigkeit bei Steyr und verließ das Unternehmen Ende 1929. So entstanden nur drei Prototypen des Wagens, die heute alle als verschollen gelten.
Der Wagen hatte einen 100 PS starken 5,3 Liter–Reihenachtzylinder-OHV-Motor vorne eingebaut, der über ein 4-Gang-Getriebe (3-Gang + Schnellgang) die Hinterräder antrieb. Der Motor, dessen nahezu geräuschloser Lauf von der zeitgenössischen Presse gelobt wurde, war an drei Punkten am Chassis aufgehängt. Die Nockenwelle wurde über eine Stirnradübersetzung von der Kurbelwelle angetrieben. Jeder Zylinder besaß eine Doppelzündung mit zwei Zündkerzen, von denen jeweils eine den Zündstrom von der Zündspule, die andere direkt von der Batterie erhielt. Der Rahmen war als Leiterrahmen mit Versteifung in Form einer Diagonalkreuztraverse ausgeführt. Die Kraft wurde vom Getriebe über das am Rahmen aufgehängte Differential und von diesem über Schwingachsen an die Räder weitergeleitet. Die Federung erfolgte über Halbelliptikfedern und hydraulische Stoßdämpfer, die Bremse war als hydraulische Zweikreisbremse ausgeführt.

### Technische Daten
| Typ                   | Austria             |
| Bauzeitraum           | 1929                |
| Aufbauten             | L4, Cb4             |
| Motor                 | 8 Zyl. Reihe 4 Takt |
| Ventile               | hängend (OHV)       |
| Bohrung × Hub         | 86 mm × 114 mm      |
| Hubraum               | 5295 cm³            |
| Leistung              | 74 kW (100 PS)      |
| Höchstgeschwindigkeit | 120 km/h            |
| Elektrik              | 12 Volt             |
| Länge                 | 5033 mm             |
| Breite                | 1765 mm             |
| Höhe                  | 1700 mm             |
| Radstand              | 3720 mm             |
| Spur vorne / hinten   | 1450 mm / 1500 mm   |

- L4 = 4-türige Limousine
- Cb4 = 4-türiges Cabriolet